# Army National Guard
La Army National Guard (ARNG) è la componente terrestre della United States National Guard, riserva militare delle forze armate americane.

## Missione
Durante i periodi di pace la Army National Guard risponde all'amministrazione di ognuno dei 50 stati dell'unione, di tre territori oltremare e del Distretto di Columbia. Tuttavia, durante le emergenze nazionali, il Presidente degli Stati Uniti si riserva il diritto di mobilitarla, inserendola nello stato di attività federale. Quando federalizzate, le unità rispondono direttamente ai comandi combattenti del teatro nel quale esse stanno operando e, in ultima istanza, direttamente al Presidente. Anche quando non federalizzata, la Army National Guard ha degli obblighi a livello nazionale, cioè quello di mantenere le sue truppe addestrate e ben equipaggiate, pronte per la mobilitazione alla guerra, all'emergenza nazionale e a ogni altra necessità.

## Equipaggiamento
Al 2024, la ArNG dispone dei seguenti principali mezzi e velivoli:
- 260 M-1126 Stryker ICV
- 114 M-1127 Stryker RV
- 24 M-1128 Stryker MGS
- 72 M-1129 Stryker MCV
- 60 M-1130 Stryker CV
- 26 M-1131 Stryker FSV
- 24 M-1132 Stryker Engineer
- 28 M-1133 Stryker MEV
- 18 M-1134 Stryker ATGM
- 540 M-2A2 Bradley IFV
- 176 M-2A3 Bradley IFV
- 65 M-3A2 Bradley CFV
- 38 M-3A3 Bradley CFV
- 674 M-1A2 Abrams
- 830 M-113A3
- 44 M-270A2 MLRS
- 192 M-142 HIMARS
- 210 M-109 A6 Paladin
- 260 AN/TWQ-1 Avenger
- 46 C-12 Huron
- 11 C-26 Metroliner
- 156 CH-47F Chinook
- 192 UH-72A Lakota
- 18 UH-72B Lakota
- 411 UH-60L Blackhawk
- 330 UH-60M Blackhawk
- 72 AH-64D Apache
- 24 AH-64E Apache
- 120 HH-60M Blackhawk MEDEVAC
- 108 TUAV RQ-7B Shadow

## Organizzazione
- Alabama Army National Guard
- Alaska Army National Guard
- Arizona Army National Guard
- Arkansas Army National Guard
- California Army National Guard
- Colorado Army National Guard
- Connecticut Army National Guard
- Delaware Army National Guard
- District of Columbia Army National Guard
- Florida Army National Guard
- Georgia Army National Guard
- Guam Army National Guard
- Hawaii Army National Guard
- Idaho Army National Guard
- Illinois Army National Guard
- Indiana Army National Guard
- Iowa Army National Guard
- Kansas Army National Guard
- Kentucky Army National Guard
- Louisiana Army National Guard
- Maine Army National Guard
- Maryland Army National Guard
- Massachusetts Army National Guard
- Michigan Army National Guard
- Minnesota Army National Guard
- Mississippi Army National Guard
- Missouri Army National Guard
- Montana Army National Guard
- Nebraska Army National Guard
- Nevada Army National Guard
- New Hampshire Army National Guard
- New Jersey Army National Guard
- New York Army National Guard
- New Mexico Army National Guard
- North Carolina Army National Guard
- North Dakota Army National Guard
- Ohio Army National Guard
- Oklahoma Army National Guard
- Oregon Army National Guard
- Pennsylvania Army National Guard
- Puerto Rico Army National Guard
- Rhode Island Army National Guard
- South Carolina Army National Guard
- South Dakota Army National Guard
- Tennessee Army National Guard
- Texas Army National Guard
- Utah Army National Guard
- Vermont Army National Guard
- Virginia Army National Guard
- Virgin Islands Army National Guard
- Washington Army National Guard
- West Virginia Army National Guard
- Wisconsin Army National Guard
- Wyoming Army National Guard

L'OSACOM (Operational Support Airlift Command) è in fase di dissolvimento e riassorbimento da parte del Gruppo di operazioni aeree dell'U.S.Army (AAOG) e sotto i programmi dell'esercito regolare per i velivoli ad ala fissa. Questa ristrutturazione porterà alla creazione di una attività sotto il controllo del Distretto militare di Washington (MDW) che riporterà direttamente al comandante dell'AAOG. Durante questa ristrutturazione, 48 stati convertiranno i loro distaccamenti da TDA a MTOE lasciando soltanto 5 stati ancora sotto un distaccamento di volo di stato TDA. I distaccamenti verranno controllati amministrativamente dal 2nd Battalion, 245th Aviation Regiment della Oklahoma Army National Guard e il 2nd Battalion, 641st Aviation Regiment dell'Oregon Army National Guard. La Guardia Nazionale chiuderà 3 dei 4 Centri regionali di volo, allineando il solo Centro di volo regionale rimanente a Fort Belvoir sotto il MDW/AAOG e vi trasferirà 4 UC-35 e 1 C-12 per stabilire un distaccamento di volo OSA non esecutivo.

## Struttura[6]

### 13 Quartier Generali di Comando e Controllo
- 28th Infantry Division HQ, Pennsylvania Army National Guard
- 29th Infantry Division HQ, Virginia Army National Guard
- 34th Infantry Division HQ, Minnesota Army National Guard
- 35th Infantry Division HQ, Missouri Army National Guard
- 36th Infantry Division HQ, Texas Army National Guard
- 38th Infantry Division HQ, Indiana Army National Guard
- 40th Infantry Division HQ, California Army National Guard
- 42nd Infantry Division HQ, New York Army National Guard
- 135th Expeditionary Sustainment Command, Alabama Army National Guard
- 184th Expeditionary Sustainment Command, Mississippi Army National Guard
- 263rd Army and Air Missile Defense Command, South Carolina Army National Guard
- 46th Military Police Command, Michigan Army National Guard
- 167th Theater Sustainment Command, Alabama Army National Guard

### 2 Gruppi di Forze Speciali
- 19th Special Forces Group, Utah Army National Guard
- 20th Special Forces Group, Alabama Army National Guard

### 27 Brigade Combat Teams
- 2nd Infantry Brigade Combat Team, 28th Infantry Division, Pennsylvania Army National Guard
- 2nd Infantry Brigade Combat Team, 34th Infantry Division, Iowa Army National Guard
- 27th Infantry Brigade Combat Team, New York Army National Guard
- 29th Infantry Brigade Combat Team, Hawaii Army National Guard
- 32nd Infantry Brigade Combat Team, Wisconsin Army National Guard
- 33rd Infantry Brigade Combat Team, Illinois Army National Guard
- 37th Infantry Brigade Combat Team, Ohio Army National Guard
- 39th Infantry Brigade Combat Team, Arkansas Army National Guard
- 41st Infantry Brigade Combat Team, Oregon Army National Guard
- 44th Infantry Brigade Combat Team, New Jersey Army National Guard
- 45th Infantry Brigade Combat Team, Oklahoma Army National Guard
- 48th Infantry Brigade Combat Team, Georgia Army National Guard - Associata alla 3rd Infantry Division
- 53rd Infantry Brigade Combat Team, Florida Army National Guard
- 56th Infantry Brigade Combat Team, 36th Infantry Division, Texas Army National Guard
- 72nd Infantry Brigade Combat Team, 36th Infantry Division, Texas Army National Guard
- 76th Infantry Brigade Combat Team, Indiana Army National Guard
- 79th Infantry Brigade Combat Team, California Army National Guard
- 86th Infantry Brigade Combat Team (Mountain), Vermont Army National Guard - Associata alla 10th Mountain Division
- 116th Infantry Brigade Combat Team, Virginia Army National Guard
- 256th Infantry Brigade Combat Team, Louisiana Army National Guard
- 1st Armored Brigade Combat Team, 34th Infantry Division, Minnesota Army National Guard
- 30th Armored Brigade Combat Team, North Carolina Army National Guard
- 155th Armored Brigade Combat Team, Mississippi Army National Guard
- 116th Cavalry Brigade Combat Team, Idaho Army National Guard
- 278th Armored Cavalry Regiment, Tennessee Army National Guard
- 56th Stryker Brigade Combat Team, Pennsylvania Army National Guard
- 81st Stryker Brigade Combat Team, Washington Army National Guard - Associata alla 7th Infantry Division

### 44 Brigate di Supporto Multifunzionali
- 26th Maneuver Enhancement Brigade, Massachusetts Army National Guard
- 55th Maneuver Enhancement Brigade, Pennsylvania Army National Guard
- 157th Maneuver Enhancement Brigade, Wisconsin Army National Guard
- 67th Maneuver Enhancement Brigade, Nebraska Army National Guard
- 110th Maneuver Enhancement Brigade, Missouri Army National Guard
- 130th Maneuver Enhancement Brigade, North Carolina Army National Guard
- 136th Maneuver Enhancement Brigade, Texas Army National Guard
- 141st Maneuver Enhancement Brigade, North Dakota Army National Guard
- 149th Maneuver Enhancement Brigade, Kentucky Army National Guard
- 158th Maneuver Enhancement Brigade, Arizona Army National Guard
- 196th Maneuver Enhancement Brigade, South Dakota Army National Guard
- 218th Maneuver Enhancement Brigade, South Carolina Army National Guard
- 204th Maneuver Enhancement Brigade, Utah Army National Guard
- 226th Maneuver Enhancement Brigade, Alabama Army National Guard
- 404th Maneuver Enhancement Brigade, Illinois Army National Guard
- 648th Maneuver Enhancement Brigade, Georgia Army National Guard
- 17th Sustainment Brigade, Nevada Army National Guard
- 36th Sustainment Brigade, Texas Army National Guard
- 38th Sustainment Brigade, Indiana Army National Guard
- 34th Infantry Division Sustainment Brigade, Illinois Army National Guard
- 111th Sustainment Brigade, New Mexico Army National Guard
- 113th Sustainment Brigade, North Carolina Army National Guard
- 224th Sustainment Brigade, California Army National Guard
- 35th Infantry Division Sustainment Brigade, Tennessee Army National Guard
- 369th Sustainment Brigade, New York Army National Guard
- 371st Sustainment Brigade, Ohio Army National Guard
- Expeditionary Combat Aviation Brigade,28th Infantry Division, Pennsylvania Army National Guard
- Expeditionary Combat Aviation Brigade,29th Infantry Division, Maryland Army National Guard
- Expeditionary Combat Aviation Brigade,34th Infantry Division, Minnesota Army National Guard
- Expeditionary Combat Aviation Brigade,35th Infantry Division, Missouri Army National Guard
- Expeditionary Combat Aviation Brigade,36th Infantry Division, Texas Army National Guard
- Expeditionary Combat Aviation Brigade,38th Infantry Division, Indiana Army National Guard
- Expeditionary Combat Aviation Brigade,40th Infantry Division, California Army National Guard
- Expeditionary Combat Aviation Brigade,42nd Infantry Division, New York Army National Guard
- 45th Field Artillery Brigade, Oklahoma Army National Guard
- 65th Field Artillery Brigade, Utah Army National Guard
- 115th Field Artillery Brigade, Wyoming Army National Guard
- 130th Field Artillery Brigade, Kansas Army National Guard
- 138th Field Artillery Brigade, Kentucky Army National Guard
- 142nd Field Artillery Brigade, Arkansas Army National Guard
- 169th Field Artillery Brigade, Colorado Army National Guard
- 197th Field Artillery Brigade, New Hampshire Army National Guard
- 300th Military Intelligence Brigade (Linguist), Utah Army National Guard
- 58th Expeditionary Military Intelligence Brigade, Maryland Army National Guard
- 71st Expeditionary Military Intelligence Brigade, Texas Army National Guard

### 58 Brigate e Gruppi di Supporto Funzionali
- 297th Regional Support Group, Alaska Army National Guard
- 198th Regional Support Group, Arizona Army National Guard
- 115th Regional Support Group, California Army National Guard
- 143rd Regional Support Group, Connecticut Army National Guard
- 50th Regional Support Group, Florida Army National Guard
- 201st Regional Support Group, Georgia Army National Guard
- 734th Regional Support Group, Iowa Army National Guard
- 635th Regional Support Group, Kansas Army National Guard
- 139th Regional Support Group, Louisiana Army National Guard
- 120th Regional Support Group, Maine Army National Guard
- 151st Regional Support Group, Massachusetts Army National Guard
- 272nd Regional Support Group, Michigan Army National Guard
- 347th Regional Support Group, Minnesota Army National Guard
- 1889th Regional Support Group, Montana Army National Guard
- 42nd Regional Support Group, New Jersey Army National Guard
- 213th Regional Support Group, Pennsylvania Army National Guard
- 191st Regional Support Group, Puerto Rico Army National Guard
- 109th Regional Support Group, South Dakota Army National Guard
- 329th Regional Support Group, Virginia Army National Guard
- 16th Engineer Brigade, Ohio Army National Guard
- 35th Engineer Brigade, Missouri Army National Guard
- 111th Engineer Brigade, West Virginia Army National Guard
- 117th Engineer Brigade, South Carolina Army National Guard
- 168th Engineer Brigade, Mississippi Army National Guard
- 176th Engineer Brigade, Texas Army National Guard
- 194th Engineer Brigade, Tennessee Army National Guard
- 219th Engineer Brigade, Indiana Army National Guard
- 225th Engineer Brigade, Louisiana Army National Guard
- 63rd Theater Aviation Brigade, Kentucky Army National Guard
- 77th Expeditionary Aviation Brigade, Arkansas Army National Guard
- 185th Theater Aviation Brigade, Mississippi Army National Guard
- 449th Theater Aviation Brigade, North Carolina Army National Guard
- 1100th Theater Aviation Sustainment Maintenance Group, Maryland Army National Guard
- 1106th Theater Aviation Sustainment Maintenance Group, California Army National Guard
- 1107th Theater Aviation Sustainment Maintenance Group, Missouri Army National Guard
- 1108th Theater Aviation Sustainment Maintenance Group, Mississippi Army National Guard
- 1109th Theater Aviation Sustainment Maintenance Group, Connecticut Army National Guard
- 142nd Military Police Brigade, Alabama Army National Guard
- 49th Military Police Brigade, California Army National Guard
- 177th Military Police Brigade, Michigan Army National Guard
- 35th Military Police Brigade, Missouri Army National Guard
- 92nd Military Police Brigade, Puerto Rico Army National Guard
- 43rd Military Police Brigade, Rhode Island Army National Guard
- 164th Air Defense Artillery Brigade, Florida Army National Guard
- 174th Air Defense Artillery Brigade, Ohio Army National Guard
- 678th Air Defense Artillery Brigade, South Carolina Army National Guard
- 261st Theater Tactical Signal Brigade, Delaware Army National Guard
- 228th Signal Brigade, South Carolina Army National Guard
- 56th Theater Information Operations Group, Washington Army National Guard
- 71st Theater Information Operations Group, Texas Army National Guard
- 279th Army Field Support Command Brigade, Alabama Army National Guard
- 31st Chemical Brigade, Alabama Army National Guard
- 111th Explosive Ordnance Disposal Group, Alabama Army National Guard
- 48th Explosive Ordnance Disposal Group, Arizona Army National Guard
- 100th Ground-Based Midcourse Defense Brigade, Colorado Army National Guard
- 204th Theater Airfield Operations Group, Louisiana Army National Guard
- 91st Cyber Brigade, Virginia Army National Guard
- 54th Security Force Assistance Brigade, Indiana Army National Guard